# Euproctis pulverea
Euproctis pulverea is een vlinder uit de familie spinneruilen (Erebidae), onderfamilie donsvlinders (Lymantriinae). De wetenschappelijke naam van deze soort is voor het eerst geldig gepubliceerd in 1888 door Leech.
De soort komt voor in tropisch Afrika.